# Schmittviller
Schmittviller – miejscowość i gmina we Francji, w regionie Grand Est, w departamencie Mozela.
Według danych na rok 1990 gminę zamieszkiwało 308 osób, a gęstość zaludnienia wynosiła 132 osób/km² (wśród 2335 gmin Lotaryngii Schmittviller plasuje się na 742. miejscu pod względem liczby ludności, natomiast pod względem powierzchni na miejscu 1217.).